# Lemmingernes gåde
Lemmingernes gåde er en dansk dokumentarfilm fra 1980 instrueret af Erling Haagensen. Filmen er produceret af Minerva Film på bestilling af Statens Filmcentral. 

## Handling
Filmen blev oprindeligt at Det Danske Filminstitut beskrevet som:
I Norge har man fundet ud af, at den eksplosionsagtige myldren med lemminger, der sker regelmæssigt med tre til fire års mellemrum, skyldes en ultrahurtig formering. Lemmingerne falder altså ikke ned fra himlen, og mange andre myter om det 13-15 cm lange dyr holder heller ikke. Men der er mange andre uløste gåder, som forskerne arbejder med. Hvorfor sker eksplosionerne så regelmæssigt og geografisk sammenhængende, og hvorfor uddør det store antal lemminger næsten totalt i løbet af få måneder? Mange teorier afprøves, bl.a. på Oslo Universitet. Filmen skildrer forskningsarbejdets forsøg på at indkredse strukturen og kredsløbet i det overbefolkede lemmingesamfund. Resultatet af lemmingeforskningen giver filmen lejlighed til en allegori: Hvor længe kan vi blive ved? I øjeblikket vokser verdens befolkning med 180.000 mennesker om dagen.
Filminstituttet har senere beskrevet handlingen som:
I gamle dage troede man, at lemminger kom fra en anden planet og regnede ned fra himlen. Det viser sig, ifølge den moderne videnskab, ikke at være tilfældet. Men der er fortsat mange andre uløste gåder om det lille dyr. Hvorfor formerer de sig så hurtigt og regelmæssigt? Og hvorfor uddør det store antal lemminger næsten totalt i løbet af blot få måneder? Filmen skildrer norske forskeres arbejde med at finde svaret på de spørgsmål. Resultatet af deres forskning giver anledning til at stille et spørgsmål: Hvad betyder det for menneskeracen, at også vi bliver flere og flere?